# Hipposideros camerunensis
Hipposideros camerunensis là một loài dơi trong họ Dơi nếp mũi. Nó được tìm thấy ở Cameroon, Cộng hòa Dân chủ Congo, và Kenya.